# Путятин, Павел Арсеньевич
Князь Павел Арсеньевич Путятин (4 октября 1837 (место рождения пока неизвестно) - 5 января 1919, Петроград) — русский антрополог, этнограф, археолог, коллекционер из рода Путятиных.
В разные годы он являлся комендантом мирового посредника Вышневолоцкого уезда и предводителем дворянства (с 1868 года), был избран в числе крупнейших помещиков государства в Комиссию по ликвидации крепостного права и выработке документов по освобождению крестьян. Женившись, он получил земли в Валдайском уезде Новгородской губернии и переселился жить в усадьбу в Бологое.
Наибольшее влияние на «образ мыслей» князя П. А. Путятина в юности имел его дядя князь Дмитрий Алексеевич Эристов (1797—1858), автор-составитель полюбившегося А. С. Пушкину «Словаря исторического о святых, прославляемых в Российской Церкви» (1835). Вот что написал об этом
человеке Павел Арсеньевич: «Сколько помнится, первый толчок знания произвёл на меня кружок
покойного дяди моего, князя Дмитрия Алексеевича Эристова… Кружок его друзей состоял
преимущественно из современных А. С. Пушкину лицеистов…» И далее названы: канцлер, светлейший
князь А. М. Горчаков, министр юстиции Д. Н. Замятнин, сенатор Б. К. Данзас, секундант Пушкина К. К. Данзас,
сенатор Ф. Ф. Матюшкин, граф М. А. Корф, художник В. П. Лангер, брат Пушкина Лев, Рыкачёв, Манзей, Абаза и
многие другие. «Товарищи князя у него часто собирались и во время вечеринок вспоминали о Пушкине,
бароне Дельвиге, Брюллове, Глинке и проч.»
Имение в Бологом было приобретено его отцом, Арсением Степановичем Путятиным, после женитьбы на Марии Мельницкой, в 1848 году. При его живейшем участии и на его средства в 1872 году был основан и в последующие годы успешно развивался женский Казанский монастырь в Вышнем Волочке.
Князь Путятин, интересовавшийся вопросами эзотерики, алхимии и астроархеологии, оказал большее влияние на Николая Рериха. В его усадьбе художник познакомился со своей будущей женой Еленой Ивановной Шапошниковой (1879—1955) (племянницей княгини Путятиной).
На дочери П. А. Путятина Марианне (1884—1972) был женат генерал-лейтенант Сергей Леонидович Марков — один из наиболее активных участников Белого движения, в чью честь были наименованы Марковские части.
Умер 5 января 1919 года в Петрограде в Евангелической больнице (угол Лиговского проспекта и Бассейной улицы, ныне ул. Некрасова).

## Семья
Отец — Арсений Степанович Путятин (1809-1882), мать — Мария Ивановна Мельницкая (1815-1897).
Первая жена Павла Арсеньевича - Ольга Ивановна Шабельская (родилась в 1843 году, умерла 01 апреля 1881 года в Вышнем Волочке)
Дети от первого брака: сын Михаил (родился 21 мая 1870 года в Бологовском имении Высокое Путятиных, умер 14 мая 1930 на Мальте);
- сын Павел (родился 17 июня 1872 года в Бологовском имении Путятиных, умер 20 сентября 1943 года во Франции) — шталмейстер, кавалергард, полковник (на 1917 год), служил при этапно-хозяйственном отделе штаба войск гвардии;
- сын Арсений (родился 18 сентября 1873 года в Вышнем Волочке, умер 13 июня 1893 года, утонул на реке Мсте);
- сын Иван (родился в 1874 году в Вышнем Волочке, умер 28 декабря 1882 года в Бологовском имении Путятиных);
- дочь Надежда (родилась 05 апреля 1879 года в Санкт-Петербурге, когда и где умерла неизвестно).
Вторая жена Павла Арсеньевича - Евдокия Васильевна Голенищева-Кутузова (1855-1926, в первом браке Митусова). Евдокия Васильевна приходится родной тетей Елене Ивановне Шапошниковой (1879-1855, жене Николая Константиновича Рериха (1874-1947)).
- пасынок - Степан Степанович Митусов (1878-1942), музыковед, преподаватель Рисовальной школы Императорского общества поощрения художеств в Санкт-Петербурге.
Дети от второго брака: дочь Софья (родилась 27 января 1883 года, когда и где умерла неизвестно) - жена Дмитрия Николаевича Потоцкого (1880-1949);
- дочь Марина (Марианна, родилась 22 апреля 1884 года в Санкт-Петербурге, умерла 22 апреля 1972 года в Канаде) - жена одного из основателей Белого движения, генерал-лейтенанта Сергея Леонидовича Маркова (1878—1918), их дети - Леонид (1907—1977, США) и Марианна (1909—1993, США).